# ضد قفل
ماده ضد قفل یا آنتی سیز (به انگلیسی: Anti-seize) یک نوع روان‌کننده است که در هنگام مونتاژ تجهیزات، بر روی سطوح اتصالات صنعتی قرار گرفته و از گالینگ، خوردگی، جوش سرد و فرسایش زودرس آنها جلوگیری می‌کند.

با استفاده از آنتی سیزهای مطابق با استاندارد MIL-PRF-907F، می‌توان از اتصالات صنعتی در برابر زنگ زدگی و اکسیداسیون محافظت کرد و عمر مفید آنها را افزایش داد. استاندارد MIL-PRF-907F یک استاندارد نظامی مهم، تعیین شده توسط وزارت دفاع ایالات متحده آمریکا است که مشخصات و الزامات مربوط به گریس آنتی سیز را تعیین می‌کند. این استاندارد اهمیت بسیاری در حفظ و نگهداری تجهیزات و ابزار نظامی دارد، زیرا گریس‌های مطابق با این استاندارد می‌توانند به عمر مفید و عملکرد بهتر این تجهیزات کمک کنند. استاندارد MIL-PRF-907F شامل خواص فیزیکی، شیمیایی و عملکردی مورد نیاز برای ترکیب‌های آنتی سیز است

انتخاب یک آنتی سیز مناسب می‌تواند مزایای زیادی را به یک سیستم مهندسی شده بیافزاید. از آنتی سیز به‌طور گسترده در صنایع مختلف از جمله صنایع نیروی نظامی، صنایع دریایی، نفت و گاز، فولاد و پتروشیمی استفاده می‌شود و می‌تواند به کاهش هزینه‌های نگهداری و تعمیرات و همچنین افزایش بهره‌وری و عمر مفید تجهیزات کمک کند.

## تاریخچهٔ آنتی سیز
ماده ضد قفل در سال ۱۹۷۱ میلادی کشف شد و از آن زمان تاکنون به عنوان یکی از مواد حیاتی در صنایع مختلف استفاده می‌شود.

## محتویات آنتی سیز
ماده ضد قفل (آنتی سیز) با توجه کاربردهای مختلف آن، از نانو سرامیک (مانند تیتانیوم نیترید) یا پودرهای فلزی (مانند مس، آلومینیوم، روی) یا گرافیت یا ترکیبات پلی تترافلوئورواتیلن تشکیل می‌شود.

## مزایای آنتی سیز
آنتی سیزها موادی با فناوری بالا هستند که در صنعت، خصوصاً در تعمیرات و مونتاژ و دمونتاژ تجهیزات و ماشین آلات استفاده می‌شوند و قادر به تحمل بار زیاد و دمای بالا هستند. این ماده از اتصالات گران‌قیمت و حساس محافظت می‌کند. با استفاده از آنتی سیز با صرف هزینه کم از هزینه‌های هنگفت تعمیرات، جایگزینی تجهیزات و خطرات احتمالی جلوگیری می‌شود.
استفاده از آنتی سیز می‌تواند تأثیرات مثبتی در جلوگیری از گالینگ و خوردگی تجهیزات داشته باشد. آنتی سیزها، معمولاً حاوی مواد شیمیایی هستند که باعث ایجاد یک لایه حفاظتی بر روی سطح فلز شده و از تماس مستقیم با عوامل خورنده و گالینگی مانند آب، هوا، اسیدها و مواد شیمیایی جلوگیری می‌کنند.

از آنتی سیز در مونتاژ و دمونتاژ قطعات و اتصالات برای جلوگیری از گالینگ و سایش بست‌ها استفاده می‌شود. این محصول فشار دقیق تر و مداوم تری را در بست‌ها ایجاد می‌کند و باعث جدا کردن و روانکاری سطوح رابط اتصالی می‌شود تا از ساییدگی و شل شدن آنها جلوگیری شود. همچنین، آنتی سیز با جلوگیری از ورود آب و مواد شیمیایی، خوردگی رابط‌ها را کاهش می‌دهد و سهولت جداسازی و جلوگیری از آسیب رساندن به قطعات را فراهم می‌کند. به‌طور کلی، استفاده از آنتی سیز در فرآیندهای مونتاژ و دمونتاژ به بهبود عملکرد و طول عمر قطعات کمک می‌کند. آنتی سیز، دارای قابلیت آب‌بندی بسیار قوی است و می‌توان از آن در دماهای ۳۰- تا ۱۳۰۰ درجه سانتی گراد استفاده کرد و در برابر آب، هوا، رطوبت و همچنین محیط‌های شیمیایی تهاجمی یا گازهای خورنده مقاوم است.

این لایه حفاظتی می‌تواند به عنوان یک پوشش مقاوم در برابر فرسایش و خوردگی عمل کند و سطح فلز را در برابر آسیب‌های خارجی محافظت کند. به همین دلیل، استفاده از آنتی سیز می‌تواند به حفظ و نگهداری از محصولات فلزی مانند لوله‌ها، ماشین‌آلات، ابزارهای برقی و … کمک کند و عمر مفید آن‌ها را افزایش دهد.

## انواع آنتی سیز
آنتی سیز پایه نیکل: این ماده برای محافظت از اتصالات فلزی در برابر زنگ زدگی، خوردگی و قفل شدگی در دماهای تا ۲۶۰۰ درجه فارنهایت توصیه می‌شود. این آنتی سیز که از نیکل (۲۰٪) و گرافیت ساخته شده است، مقاومت شیمیایی و اکسیداسیون عالی را ارائه می‌دهد.
آنتی سیز پایه نقره: این ماده برای محافظت از قطعات فلزی در برابر زنگ زدگی و خوردگی، در دماهای تا ۱۸۰۰ درجه فارنهایت استفاده می شود. این ماده به رنگ نقره ای و حاوی مس، آلومینیوم و گرافیت است و برای کاربردهایی که استفاده از مس در آن ها، ممنوع است؛ توصیه نمی‌شود.
آنتی سیز پایه آلومینیوم: این ماده یک محافظت کامل از خوردگی و جلوگیری از گریپاژ ارائه می دهد و به دلیل داشتن نانوذرات آلومینیوم در خود، رسانای کامل الکتریسیته نیز می‌باشد. این محصول از ۳۰- تا ۱۱۰۰+ درجه سانتی گراد تحمل دمایی را دارا است.
آنتی سیز پایه مس: این ماده مسی رنگ است و از قطعات فلزی در برابر زنگ زدگی و زنگ زدگی و انسداد در دمای تا ۱۸۰۰ درجه فارنهایت محافظت می‌کند. این آنتی سیز، رسانای الکتریکی است و یکپارچگی فلزات نرم را به خطر نمی‌اندازد. همچنین عاری از سرب، نیکل و سولفور بوده و به عنوان جداکننده برای قطعات تحت فشار بالا و حرارت بالا به کار می‌رود.
آنتی سیز صنایع غذایی: این ماده، مبتنی بر کمپلکس آلومینیومی است که به‌طور خاص در مواردی که احتمال تماس تصادفی با غذا امکان‌پذیر است، استفاده می‌شود. این آنتی سیز، از قطعات فلزی در برابر زنگ زدگی و خوردگی در دمای تا ۱۸۰۰ درجه فارنهایت محافظت می‌کند. آنتی سیز فود گرید (صنایع غذایی) مطابق با الزامات استاندارد NSF H1 است.
آنتی سیز هسته ای: این ماده با گرافیت فوق‌العاده خالص و پودر فولاد ضد زنگ برای برآورده کردن نیازهای صنعت تولید انرژی هسته ای و الکتریکی، ویژه نیروگاه‌ها فرموله شده است. این آنتی سیز، مقاومت حرارتی را از -۵۰ درجه فارنهایت تا ۲۴۰۰ درجه فارنهایت (-۴۶ درجه سانتیگراد تا ۱۳۱۶ درجه سانتیگراد) ارائه می‌دهد. این ماده فاقد مس، سرب، گوگرد، هالوژن یا سایر موادی است که ممکن است بسترهای کاتالیست راکتور را مسموم کند.

## نحوه استفاده از آنتی سیز
1. ابتدا قطعات را تمیز کنید: قبل از استفاده از گریس، قطعات را از هرگونه آلودگی، گرد و غبار و گریس قدیمی پاک کنید.[۱۵]
2. گریس را روی قطعات بمالید: با استفاده از برس یا انگشت، گریس را به‌طور یکنواخت روی قطعات مورد نظر بمالید.
3. گریس اضافی را پاک کنید: هرگونه گریس اضافی را از روی قطعات با یک پارچه تمیز پاک کنید.
4. از استفاده بیش از حد گریس خودداری کنید: استفاده بیش از حد گریس می‌تواند منجر به جذب آلودگی و گرد و غبار شود و عملکرد قطعات را مختل کند.
5. گریس را به‌طور منظم چک کنید: به‌طور مرتب قطعات را چک کنید و در صورت نیاز دوباره آنها را گریس کاری کنید.
6. از گریس مناسب برای نوع قطعات خود استفاده کنید: برای قطعات مختلف ممکن است به انواع مختلف گریس نیاز باشد.

## آنتی سیز در ایران
متخصصان شرکت دانش بنیان نانو مواد خاکستری در اهواز موفق شدند برای اولین بار در ایران، ماده آنتی سیز را تولید و بومی سازی کنند. این شرکت دانش بنیان ماده‌ای را تولید کرده که می‌تواند قطعه را در برابر هر شرایط آب و هوایی و فیزیکی سالم نگه دارد.

نخبگان این شرکت توانستند برای اولین بار در ایران و به عنوان سومین کشور در جهان، محصول آنتی سیز را در ۵ پایه نانو مس، نانوسرامیک، نانو آلومینیوم، نانو نیکل و فودگرید تولید کنند که به عنوان یک راهکار نوین و اقتصادی برای حفاظت از قطعات صنعتی در برابر خوردگی و پوسیدگی در صنایع مختلف استفاده می‌شود. این آنتی سیز ایرانی مقاوم در برابر آب و گرما بوده و موجب جلوگیری از آسیب و بریده شدن قطعات صنعتی می‌شود. با استفاده از این محصول، تا ۹۰ درصد در هزینه‌های تعمیرات صرفه‌جویی شده و از بریده شدن و ذوب شدن تجهیزات گرانبها جلوگیری می‌گردد. این محصول که در انحصار شرکت‌های آمریکایی و آلمانی بوده و برای اولین بار در کشور، در پنج پایه تولید می‌شود، در بیست و چهارمین نمایشگاه دستاوردهای پژوهش و فناوری خوزستان رونمایی شد.

این آنتی سیز ایرانی مطابق با استاندارد ۹۰۷ اف طراحی و آزمایش‌های لازم برای آن انجام شد. از این محصول برای جلوگیری از خوردگی یا از کار افتادگی قطعات در صنایع نفت، گاز، پتروشیمی و فولاد استفاده می‌شود.

## در کتاب‌ها
کتاب راهنمای مهندس نفت برای مواد شیمیایی و سیالات میدان نفتی - سال ۲۰۱۱ - صفحه 152 - به قلم جاناتان فینک:
ترکیبات ضد قفل برای کاهش آسیب ناشی از تنش‌های بالا بین لایه‌های فلزی استفاده می‌شود. این ترکیب از جوش سرد جلوگیری می‌کند.